# Redshaw Point
Der Redshaw Point ist eine eisfreie Landspitze im Südosten der westantarktischen James-Ross-Insel. Sie trennt den Hobbs-Gletscher vom Ball-Gletscher und ragt in die Markham Bay hinein.
Das UK Antarctic Place-Names Committee benannte die Landspitze 1995 nach Susan Margaret Redshaw (* 1954), die für den British Antarctic Survey auf der James-Ross-Insel (1990–1991, 1994–1995) und auf der Rothera-Station (1992–1993) tätig war.